# Cratere Perkin
Perkin è un cratere lunare di 62,48 km situato nella parte nord-orientale della faccia nascosta della Luna.